# 南太平洋収束帯
南太平洋収束帯（みなみたいへいようしゅうそくたい、South Pacific convergence zone, SPCZ）とは、南太平洋に発生する大規模な収束帯のことである。熱帯収束帯(ITCZ)がメラネシア付近で南東方向に枝分かれしたように分布する。

## 概要
熱帯収束帯と同じように、強い対流を伴う地域である。本来そこにあるべき亜熱帯高圧帯の間に割って入り、オセアニアの多くの地域にモンスーン（雨季）の雨をもたらす。7～8月を中心とした冬は赤道のやや南付近にあるが、春、夏と暖かくなるにつれて南下し、1～2月を中心とした夏はオーストラリア北東部やフィジー南方沖付近にまで達する。
SPCZはエルニーニョ・南方振動(ENSO)の海域に近く、その変動の影響を大きく受ける。
南北両半球の亜熱帯高圧帯に挟まれた地域に発生する、熱帯収束帯以外の収束帯を亜熱帯収束帯（subtropical convergence zone）という。SPCZはこの1種である。他には、南大西洋収束帯(SACZ)、梅雨前線帯などがある。またこれらと別に、日本海寒帯気団収束帯(JPCZ)と呼ばれるものもある。